# Saint-Martin-de-Hinx
Saint-Martin-de-Hinx é uma comuna francesa na região administrativa da Nova Aquitânia, no departamento Landes. Estende-se por uma área de 25,36 km². Em 2010 a comuna tinha 1 590 habitantes (densidade: 62,7 hab./km²).